# Resolució 747 del Consell de Seguretat de les Nacions Unides
La Resolució 747 del Consell de Seguretat de les Nacions Unides, adoptada per unanimitat el 24 de març de 1992 després de recordar la resolució 696 (1991) i assenyalant un informe del Secretari General Boutros Boutros-Ghali, el Consell va aprovar l'informe sobre observacions de eleccions i una ampliació per a la Segona Missió de Verificació de les Nacions Unides a Angola (UNAVEM II).
En acceptar les propostes, es van enviar 100 observadors addicionals a Angola i també van demanar a la UNAVEM II el seguiment del registre dels votants, les campanyes electorals i la verificació dels resultats de les eleccions. Tanmateix tenia molt poc recursos per dur a terme el seu mandat.
El Consell demana a totes les parts angoleses que cooperin amb el representant especial del secretari general i respectin els principis establerts als acords de Bicesse. També va demanar a les parts que finalitzessin els preparatius polítics, financers i legals abans de les eleccions multipartidistes previstes pel setembre de 1992, animant als Estats membres a contribuir als programes de les Nacions Unides per prestar assistència i donar suport al procés electoral.